# Куниберт
Куниберт (на немски: Kunibert von Köln; * ок. 600, † 12 ноември ок. 664, Кьолн) е епископ на Кьолн от 627 до след 648 г. Той е Светия. Чества се на 12 ноември.

## Произход и управление
Той е франкски благородник, роден на Горен Мозел. Възпитаван е в Мец в двора на Теодеберт II, кралят на франките от династията Меровинги в Австразия.
Според Фредегар-хрониката епископ Куниберт става един от най-близките съветници на меровингския крал Дагоберт I. Той прави Куниберт през 634 г. регент на своя малолетен син Сигиберт III. Куниберт става голям приятел с майордом Пипин Ланденски.
Мисионизира в Саксония и Фризия. Строи църквата „Св. Клеменс“, която днес има неговото име и е погребан там.